# Pasmo 70 cm
Pasmo 70 cm – amatorskie pasmo radiowe w widmie UHF. Dokładne przydziały częstotliwości różnią się regionalnie.
Krótkofalowcy często posiadają urządzenia dwu- lub trzypasmowe zdolne do pracy zarówno na 70 cm, 23 cm, jak i 2 m. Praca w tym paśmie możliwa jest po uzyskaniu świadectwa operatora urządzeń radiowych w służbie radiokomunikacyjnej amatorskiej oraz pozwolenia radiowego wydanego przez Urząd Komunikacji Elektronicznej.

## Charakterystyka
Pasmo to jest bardzo popularne wśród radioamatorów, używane jest do komunikacji w sytuacjach alarmowych przy pomocy radiotelefonów przenośnych i mobilnych. W tym paśmie pracują również przemienniki analogowe i cyfrowe.

## Podział pasma 70 cm w Polsce
W Polsce od września 2017 obowiązuje następujący podział pasma 70 cm:
| Częstotliwość w MHz                              | Maksymalna szerokość pasma | Rodzaje emisji                   | Przeznaczenie                                                                                               | Przeznaczenie |
| ------------------------------------------------ | -------------------------- | -------------------------------- | --- | --- |
| 430,000 – 431,975 (krajowy bandplan) (d)         | 20 kHz                     | Wszystkie emisje                 | 430,025 – 430,375 430,400 – 430,575 430,600 – 430,925 430,925 – 431,025 431,050 – 431,825 431,625 – 431,975 | Wyjścia przemienników FM/DV (F/PA/ON), odstęp 12,5 kHz, przesunięcie 1,6 MHz (f) Linki transmisji cyfrowych (g) (j) Linki transmisji cyfrowych – digipeatery (g) (j) (l) Kanały dla wszystkich emisji (j) (k) (l) Wejścia przemienników FM/DV (HB/DL/OE), odstęp 25 kHz, przesunięcie 7,6 MHz (f) Wejścia przemienników FM/DV (F/PA/ON), odstęp 12,5 kHz, przesunięcie 1,6 MHz (f) |
| 432,000 – 432,025                                | 500 Hz                     | Telegrafia (a)                   | | EME |
| 432,025 – 432,100                                | 500 Hz                     | Telegrafia (a) MGM               | 432,050 432,088                                                                                             | Środek aktywności CW Środek aktywności PSK31 |
| 432,100 – 432,400                                | 2,7 kHz                    | Telegrafia SSB MGM               | 432,200 432,350 432,370                                                                                     | Środek aktywności SSB Środek aktywności Microwave talkback Częstotliwość wywoławcza FSK441 Random |
| 432,400 – 432,490                                | 500 Hz                     | Telegrafia MGM                   | | Wyłącznie radiolatarnie (b) |
| 432,500 – 432,975                                | 12 kHz                     | Wszystkie emisje                 | 432,500 432,500 – 432,600 432,600 432,700 432,600 – 432,800 432,600 – 432,975                               | Alternatywna częstotliwość APRS Wejścia przemienników liniowych (e) RTTY (ASK/PSK) FAX (ASK) Wyjścia przemienników liniowych (e) Wejścia przemienników, odstęp 25 kHz, przesunięcie 2 MHz (w UK wejścia przemienników) |
| 433,000 – 433,375                                | 12 kHz                     | FM/DV (p)                        | 433,000 – 433,375                                                                                           | Wejścia przemienników, odstęp 25 kHz, przesunięcie 1,6 MHz |
| 433,400 – 433,575                                | 12 kHz                     | FM/DV (f) (o)                    | 433,400 433,4500 433,500 433,400 – 433,575                                                                  | SSTV(FM/AFSK) Częstotliwość wywoławcza DV Częstotliwość wywoławcza dla stacji mobilnych Kanały simpleksowe, odstęp 25 kHz |
| 433,600 – 434,000                                | 20 kHz                     | Wszystkie emisje                 | 433,600 433,625 – 433,775 433,700 433,800 434,000                                                           | RTTY (AFSK/FM) Linki transmisji cyfrowych (g) (h) (i) Kanały FAX (FM/AFSK) APRS (n) Częstotliwość środkowa dla szerokopasmowych eksperymentów z emisjami cyfrowymi (m) |
| 434,400 – 434,594                                | 12 kHz (c)                 | Wszystkie emisje ATV (c)         | 434,450 – 434,575                                                                                           | Kanały komunikacji cyfrowej (wyjątkowo !!) (i) |
| 434,594 – 434,981                                | 12 kHz (c)                 | Wszystkie emisje ATV (c) i FM/DV | 434,600 – 434,975                                                                                           | Wyjścia przemienników, odstęp 25 kHz, przesunięcie 1,6 MHz (w UK kanały wejściowe przemienników) |
| 435,000 – 438,000                                | 20 kHz (c)                 | Serwisy satelitarne ATV (c)      | | |
| 438,000 – 440,000 ATV (c) (krajowy bandplan) (d) | 20 kHz (c)                 | Wszystkie emisje                 | 438,025 – 438,175 438,200 – 438,525 438,550 – 438,625 438,650 – 439,425 438,800 – 439,975 439,9875          | Kanały komunikacji cyfrowej (g) Linki transmisji cyfrowych – digipeatery (g) (j) (l) Wszystkie emisje (j) (k) (l) Kanały wyjściowe przemienników (HB/DL/OE), odstęp 25 kHz, przesunięcie 7,6 MHz (f) (p) Kanały linków komunikacji cyfrowej (g) (j) DAPNET (POCSAG) |

### Informacje do bandplanu 430 – 440 MHz
1. Informacje ogólne
- W Europie częstotliwości pomiędzy 432,000 i 433,000 MHz nie mogą być wykorzystywane przez przemienniki (od 1 stycznia 2004 częstotliwości te są pomiędzy 432,000 i 432,600 MHz)

2. Przypisy
- (a) Telegrafia jest dozwolona w całej wąskopasmowej części pasma. Wyłącznie telegrafia pomiędzy 432,000 – 432,100 MHz, chociaż w tym zakresie dozwolone jest również PSK31.
- (b)Koordynacja radiolatarni opisana jest w VHF Manager Handbook.
- (c)

Operatorzy ATV powinni korzystać z przydziału częstotliwości mikrofalowych, ale mogą korzystać z pasma 435 MHz jeśli zezwalają na to lokalne przepisy i wydane zezwolenie. W przypadku interferencji pomiędzy ATV i Amatorską Służbą Satelitarną – Amatorska Służba Satelitarna powinna mieć priorytet.
Transmisja ATV w paśmie 435 MHz powinna się odbywać w segmencie 434,000 – 440,000 MHz. Nośna wizji powinna być poniżej 434,500 MHz lub powyżej 438,500 MHz. Narodowe organizacje powinny dostarczać wskazówki dla swoich członków na temat dokładnie używanych częstotliwości, biorąc pod uwagę interesy innych użytkowników (Noordwijkerhout 1987).
- (d) Określenie SUB-REGIONAL (krajowy bandplan) pojawiające się w bandplanie VHF/UHF/Microwave 1 Regionu IARU oznacza:

W pasmach i podpasmach niedostępnych w całym 1 Regionie IARU, bandplan powinien być koordynowany pomiędzy krajami, w których pasma te są przeznaczone dla Służby Amatorskiej.
Określenie „krajowy bandplan” odnosi się do pasm lub segmentów dostępnych w pojedynczych krajach (tak jak przydział pasma 70 MHz) lub w krajach oddalonych od siebie (Torremolinos 1990).
- (e) Konferencja 1 Regionu IARU w Torremolinos (1990) rozszerzyła pasmo wyjściowe liniowych transponderów od 432,700 do 432,800 MHz pod następującymi warunkami:

Przyjęte i używane częstotliwości 432,600 MHz dla RTTY (ASK/PSK) i 432,700 MHz dla FAX powinny być respektowane w przypadku instalacji transponderów, które używają tego przydziału częstotliwości.
- (f) Ten segment przeznaczony jest dla łączności Simplex Digital Voice z wyłączeniem Digital Voice Gateways. Transmisja danych w kanale Digital Voice jest dozwolona. Użytkownicy Digital Voice, przed nadawaniem powinni sprawdzić czy częstotliwość nie jest wykorzystywana przez inne emisje.

3. Przeznaczenie
- Poniższe przypisy odnoszą się do kolumny przeznaczenia niniejszego bandplanu. Zgodnie z duchem amatorskim operatorzy powinni stosować się do ustaleń w kolumnie przeznaczenia, które zostały stworzone dla wygodnej pracy, jednak nie mogą stanowić prawa do rezerwacji częstotliwości wspomnianych w kolumnie przeznaczenia lub niniejszych przypisach (z wyjątkiem gdzie wskazane jest „wyłącznie”).
- (f) HB/DL/OE system przemienników jest używany od dłuższego czasu i jest cenny z punktu widzenia lepszego wykorzystania pasma, dlatego 1 Region IARU popiera jego użycie. Dotyczy to również francuskiego systemu kanałów, adaptowanego również przez Holandię i Belgię, który jest również wspierany przez 1 Region IARU dla lepszego wykorzystania dotychczas nieużywanego pasma.
- (g) Następujące częstotliwości w band planie 435 MHz zostały przeznaczone dla komunikacji cyfrowej:

430,544 – 430,931 MHz – Rozszerzenie wejścia systemu przemienników 7,6 MHz dla komunikacji cyfrowej
438,194 – 438,541 MHz – Częstotliwości wyjściowe dla powyższych.
433,619 – 433,781 MHz
438,019 – 438,181 MHz
430,394 – 430,581 MHz – Linki komunikacji cyfrowej
439,794 – 439,981 MHz – Linki komunikacji cyfrowej
Ze względu na pasma przeznaczone dla Służby Amatorskiej przez narodowe administracje, interesy innych użytkowników, możliwe interferencje np. od ISM, specyficzną cyfrową technikę lub system, może nastąpić wybór częstotliwości w ramach powyższych zakresów w ramach subregionu lub przez organizacje narodowe.
- (h) W krajach, w których zakres częstotliwości 433,619 – 433,781 MHz jest jedynym segmentem w paśmie 435 MHz dostępnym dla komunikacji cyfrowej, techniki modulacyjne wymagające większego pasma niż 25 kHz nie powinny być używane. Jeśli inny lub niekompatybilny system jest używany w sąsiadujących krajach, użycie częstotliwości powinno być koordynowane pomiędzy tymi krajami w celu uniknięcia szkodliwych interferencji.
- (i) Na tymczasowych zasadach, w krajach, w których zakres częstotliwości 433,619 – 433,781 MHz jest jedynym segmentem w paśmie 435 MHz dostępnym dla komunikacji cyfrowej:

Kanały z częstotliwością środkową 432,500, 432,525, 432,550, 432,575, 434,450, 434,475, 434,500, 434,525, 434,550 i 434,575 mogą być używane dla komunikacji cyfrowej
Użycie tych kanałów nie może interferować z transponderami liniowymi
Techniki modulacji wymagające separacji kanałów większej niż 25 kHz nie mogą być używane (De Haan 1993).
- (j) Konferencja 1 Regionu IARU w Torremolinos (1990) przyjęła rekomendację dotyczącą segmentu przemienników i linków wymienionych w punkcie (g):

Dla linków i przemienników instalowanych w odległości poniżej 150 km od granic, narodowe organizacje powinny koordynować przydziały częstotliwości oraz dane techniczne z sąsiadującymi krajami. Szczególną uwagę należy zwrócić na dobrą praktykę używania anten kierunkowych i używanie minimalnej niezbędnej mocy.
To uzgodnienie dotyczy również eksperymentów z linkami w segmencie wszystkich emisji w zakresie częstotliwości 438,544 – 438,631 MHz (De Haan 1993).
- (k) Kanały przeznaczone dla eksperymentów z nowymi technologiami transmisji (De Haan 1993).
- (l) W Wielkiej Brytanii, w segmencie 438,419 – 438,581 dozwolone jest użycie przemienników głosowych o niskiej mocy (De Haan 1993).
- (m) Eksperymenty z cyfrowymi, szerokopasmowymi emisjami mogą być przeprowadzana w paśmie 435 MHz w krajach gdzie dostępne jest pełne 10 MHz. Eksperymenty powinny być przeprowadzana w okolicach częstotliwości 434 MHz z użyciem poziomej polaryzacji i minimalnej niezbędnej mocy (Tel Aviv 1996).
- (n) Dotyczy tylko w przypadku, gdy 144.800 MHz nie może być użyte (Davos 2005).
- (o) Powszechne częstotliwości dla Simplex (FM) Internet Voice Gateway: 433,950, 433,9625, 433,975, 433,9875, 434,0125, 434,025, 434,0375, 434,050 MHz (Cavtat 2008).
- (p) Wszystkie kanały przemienników mogą używać FM lub DV (Cavtat 2008).